# Хайнрих фон Цвайбрюкен
Хайнрих фон Цвайбрюкен (на немски: Heinrich von Zweibrücken, Herr von Herrenstein; † сл. 1406) от род Валрамиди е граф от Графство Цвайбрюкен-Бич, господар на замък Херенщайн в Елзас.
Той е вторият син на граф Симон I фон Цвайбрюкен-Бич († 1355) и третата му съпруга Агнес фон Лихтенберг († 1378), дъщеря на Йохан II фон Лихтенберг († 1366) и Йохана фон Лайнинген († 1346).
Брат е на Ханеман I фон Цвайбрюкен-Бич († 1399/1400), Еберхард († 1398), архдякон в Страсбург, Фридрих I († 1406), Симон II Векер фон Цвайбрюкен († 1401) и Лорета († 1406), омъжена на 21 август 1370 г. за Йохан IV фон Лихтенберг 'Стари' († 1405).
Брат му Ханеман I управлява Цвайбрюкен-Бич до 1401 г. заедно с брат си Симон II (III) Векер и сам след неговата смърт.
Замъкът Херенщайн е заложен от епископа на Мец през 1341 г. на Лихтенбергите. През 1380 г. отново е собственост на епископа на Мец. Той дава 75 процента на Хайнрих фон Цвайбрюкен-Бич, и друга осма част отново на фамилията фон Лихтенберг.

## Фамилия
Хайнрих фон Цвайбрюкен се жени пр. 1378 г. за Маргарета фон Хиршхорн († 1393), вдовица на Конрад I Ландшад фон Щайнах († 8 февруари 1377), внучка на Албрехт I фон Хиршхорн († пр. 1329), дъщеря на Йохан III фон Хиршхорн († сл. 1345) и Гуда фон Ментцинген († сл. 1344). Бракът е бездетен.